# Sincey-lès-Rouvray
Sincey-lès-Rouvray è un comune francese di 120 abitanti situato nel dipartimento della Côte-d'Or nella regione della Borgogna-Franca Contea.

## Società

### Evoluzione demografica
Abitanti censiti